# 神奈川県道片瀬大磯線

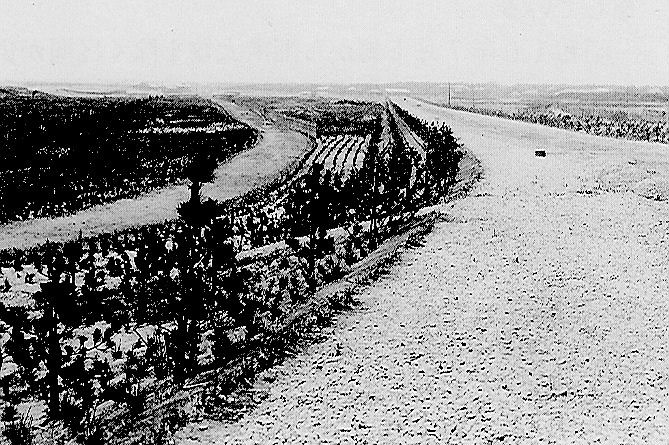
完成間近（1934年）未舗装の車道と乗馬道
鎌倉・高座郡境付近

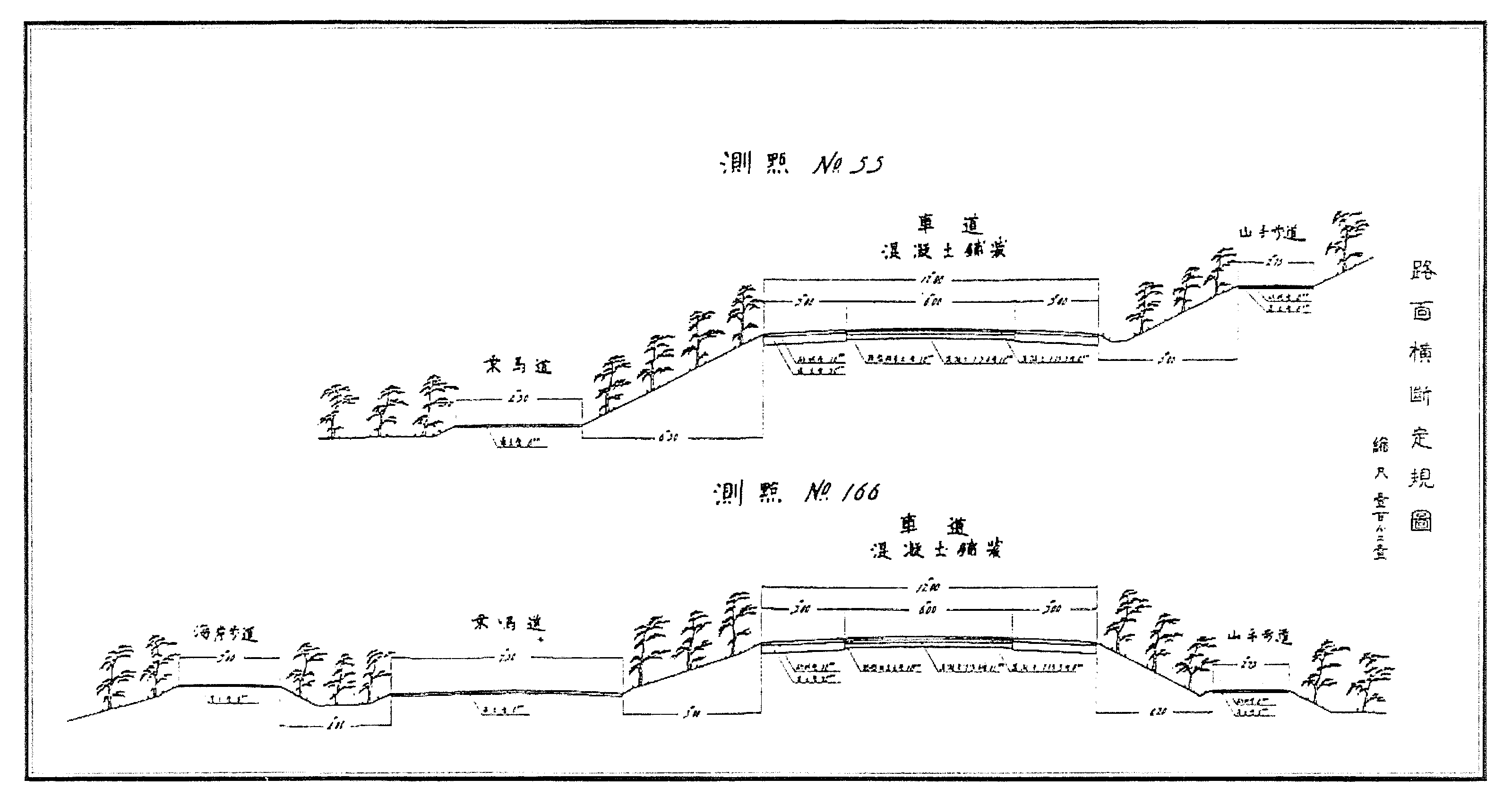
路面横断定規圖（断面図）

神奈川県道片瀬大磯線 （かながわけんどう かたせおおいそせん）とは、現在の国道134号西半部の前身に当たる神奈川県道である。計画設計段階（1930年）の公式名称は「湘南海岸道路」または「湘南開発道路」であるが、着工（1931年）段階から国道昇格段階（1953年）までは一般的呼称として「湘南遊歩道路」が用いられた。「湘南遊歩道」、「遊歩道路」、「湘南道路」、初期には「湘南公園道路」、「湘南海岸公園道路」、「湘南パークウェー」とも呼ばれた。

## 概要
- 官選第15代神奈川県知事・山縣治郎が推進した国際観光地化計画の中心をなす企画であった。
- 先に工事が進んでいた魚附砂防林を縦貫して、往復2車線のコンクリート舗装による幅員12mの車道を中心に、幅員2.25mの山手歩道、幅員3.6mの海岸歩道（逍遙道ともいう）を設け、片瀬西浜から鵠沼海岸にかけては海側に幅員5.5m - 7.5mの乗馬道が設けられた[1]。
- 海岸の展望を期待して、ことに現在の片瀬海岸 - 鵠沼海岸の区間は海岸砂丘列第一列の頂上部に設けられたが、現在は砂防林の生長に伴い海岸部を通りながら橋梁上を除き海の見えない道路になった。
- ほぼ現在の国道134号西半部の経路であるが、藤沢町西部（辻堂地区）から茅ヶ崎町東端には横須賀海軍砲術学校辻堂演習場が設置されていたため、これを迂回し、浜見山交番前交差点から浜見山交差点までは現在の神奈川県道308号辻堂停車場辻堂線（当時の名称は「昭和通り」）、浜見山交差点から浜須賀交差点までは現在の神奈川県道30号戸塚茅ヶ崎線を経由していた。
- 将来的には鎌倉と箱根を結ぶ国際観光ルートの一部となる予定だった。
- 折からの世界恐慌勃発に対応する失業救済対策の一端としての性格も持つことになった。

## 区間
- 起点 - 鎌倉郡川口村片瀬（龍口寺門前）
- 終点 - 中郡大磯町（郵便局前）
- 通過する自治体
  - 鎌倉郡川口村（1933年4月1日に町制を施行し片瀬町。1947年4月1日に藤沢市に合併）
  - 高座郡藤沢町（1940年10月1日に市制を施行し藤沢市）
  - 高座郡茅ヶ崎町（1947年4月1日に市制を施行し茅ヶ崎市）
  - 平塚市
  - 中郡大磯町
- 主な橋梁
  - 片瀬橋 - 境川
  - 渚橋 - 堀川（旧水田の排水路）
  - 鵠沼橋 - 引地川
  - 湘南大橋 - 相模川
  - 花水川橋 ‐ 花水川

## 歴史
- 1923年（大正12年）9月1日 - 大正関東地震
この地震により相模湾岸には津波が襲来し、各河川沿いではかなり上流まで逆流したが、その他の海岸部では海岸線に平行する砂丘列により食い止められて住宅への被害は少なかった。この砂丘列は津波の侵蝕により消滅した部分が多い。
また、大幅な地盤の隆起（鵠沼海岸で90cmと想定される）による海退が起き、砂浜の面積が拡がった。これにより、飛砂の被害が問題化する。
以後数年間は、神奈川県の土木事業は震災からの復興に主力を置かざるを得なかった。
より被害が大きかった京浜地区より転住する人口が増え、湘南海岸はかつての別荘地から定住の住宅地に変貌する。
- 1927年（昭和2年） - 神奈川県、海岸砂防事務所を茅ヶ崎市小和田（当時）に設置
同年、円タクが登場し、旅客の輸送手段としてこれまでの人力車からタクシーの時代に転換する。
このことにより、自動車交通に適する幅の広い舗装道路の建設が望まれた。
- 1928年（昭和3年） - 神奈川県による昭和天皇御大典記念事業の一環として湘南海岸約180haに魚附砂防林の植栽が始まる。
- 1929年（昭和4年）4月1日 - 小田急江ノ島線が開通する。
- 1929年（昭和4年）7月5日 - 官選第15代神奈川県知事に山県治郎が着任する。
山県は内務省都市計画局長から石川県知事、広島県知事を歴任した人物で、都市計画に明るかった。
- 1929年（昭和4年）10月24日 - ニューヨーク証券取引所で株価が大暴落。世界恐慌が勃発する。
- 1930年（昭和5年）2月 - 山県知事、神奈川県庁内に「神奈川県外人招致委員会」を結成する。
- 1930年（昭和5年）3月 - 失業救済対策の一部として、神奈川県土木部が「湘南海岸道路（鎌倉郡川口村片瀬龍口寺-中郡大磯町）」の敷設計画に着手する。
- 1930年（昭和5年）10月 - 神奈川県土木部、湘南海岸道路の敷設計画がまとまる。
- 1930年（昭和5年）11月 - 神奈川県通常県会、湘南海岸道路新設案を可決。
- 1931年（昭和6年）4月7日 - 片瀬大磯線（鎌倉郡川口村片瀬-中郡大磯町）を県道認定する。
- 1931年（昭和6年）8月27日 - 「湘南海岸道路（県道片瀬大磯線）」工事起工式を開く。5か年計画として、神奈川県が施工。
- 1932年（昭和7年） - 境川片瀬橋、古川渚橋、引地川鵠沼橋完成。
- 1933年（昭和8年）4月1日 - 川口村、町制施行し片瀬町となる。
- 1933年（昭和8年）10月30日 - 神奈川県、鵠沼・片瀬地区の県有地を住宅地として売却するための土地区画を決定[3]。
実際の売却は翌年から行われ、現在の片瀬海岸二、三丁目、鵠沼海岸一丁目の住宅地が形成された。湘南大橋建設に予想外の費用がかかったため、その資金調達のためといわれる。
- 1935年（昭和10年）7月27日 - 「湘南海岸道路」（相模川の湘南大橋を除く区間）が開通。「渚橋」「鵠沼橋」落成、渡り初め。
- 1936年（昭和11年）9月25日 - 鎌倉郡鎌倉町より中郡大磯町に達する道路、県道26號に指定[4]。
- 1936年（昭和11年）10月23日 - 湘南大橋開通と湘南道路竣工の式典挙行。
- 1945年（昭和20年）9月2日 - 現在の藤沢市辻堂西海岸および茅ヶ崎市汐見台に所在していた横須賀海軍砲術学校辻堂演習場が、連合国に接収される[5]。
- 1945年（昭和20年）9月24日 - 連合国に、正式に接収され、在日米海軍辻堂演習場となる[6]。
終戦直前段階に飛砂に埋もれて通行不能になっていた湘南遊歩道路は、在日米海軍の重機を用いた作業により、短期間で復旧した。
- 1946年（昭和21年） - 戦時中活動を休止していた海岸砂防事務所を茅ヶ崎市から藤沢市に移し、湘南砂防事務所と改名して鵠沼で活動を再開。
- 1953年（昭和28年）2月10日 - 旧道路法に基づき認定していた県道片瀬大磯線を引継ぎ、第128号として道路法に基づき県道認定する[7]。
- 1953年（昭和28年）5月18日 - 県道鎌倉三崎線、県道片瀬鎌倉線および県道片瀬大磯線を、二級国道134号横須賀大磯線（横須賀市-中郡大磯町）として指定[8]。

## その他
- 茅ヶ崎市柳島には「湘南道路之碑」（完成時の県知事半井清筆）が建てられている。
この湘南道路の呼称は、後に国道134号東半部（旧神奈川県道横須賀片瀬線の部分）に設置された有料道路区間にも使用されたため、混乱を招くことがある。
- 1937年（昭和12年）9月13日、片瀬橋西詰に近い現在の江ノ電駐車センターの位置に広場が設けられ、乃木希典の銅像（水谷鉄也作）が建てられた。1946年（昭和21年）3月頃、撤去された。脇に爾霊山高地の石塊・棗萩松碑（1935年1月1日 横須賀鎮守府寄贈。爾霊山高地とは日露戦争の激戦地203高地に漢字を当てはめたもの。乃木希典の漢詩による）もあったが、2001年（平成13年）に江の島の兒玉神社に移した。
- 戦前、乗馬道には貸し馬も営業していた。
- 1990年（平成2年）9月30日、台風20号による豪雨の増水により、引地川鵠沼橋が落橋し、1992年（平成4年）3月に4車線に拡幅して架け替え工事が完了したが、その際旧鵠沼橋の親柱を記念に残して1本だけ別に造立した。
- 1993年（平成5年）3月、渚橋の拡幅掛け替え工事が完成したが、初代渚橋の欄干デザインを踏襲するデザインが施された。
- 国道昇格後も「湘南遊歩道路」「湘南道路」「湘南海岸通り」などの呼称は使われ続けられている。さまざまな作品の題材にも用いられる。
  - 文学
    - 『海岸道路』：立原正秋

  - 音楽
    - 『湘南海岸通り』：岡田奈々
    - 『涙の湘南ハイウェイ』：小林なほみ
    - 『湾岸道路Rock'nRoll線』：ブラック・サタン
    - 『雨の湘南通り』：T.C.R.横浜銀蝿R.S.
- 国道134号浜須賀交差点以西は箱根駅伝の往路3区、復路8区のコースとして知られているが、このコースになったのは1961年（昭和36年）の第37回大会以来であるから、県道時代には使われていない。

## 関連事項
- 国道134号
- 藤沢市
- 茅ヶ崎市
- 平塚市
- 大磯町
- 片瀬
- 鵠沼海岸
- 湘南海岸
- 湘南海岸・砂浜のみち
- 湘南